# Alan Spenner
Alan Henry Spenner (Hackney, 7 maggio 1948 – Londra, 11 agosto 1991) è stato un bassista britannico.

## Carriera musicale
Nato a Dalston, quartiere del borgo di Hackney a nord-est di Londra, risulta attivo dalla fine degli anni '60 con Mick Weaver e con The Grease Band, e con questi ultimi partecipa come band di supporto a Joe Cocker al Festival di Woodstock nell'agosto del 1969. Nel 1970 partecipa all'album The Last Puff degli Spooky Tooth e alla prima versione discografica di Jesus Christ Superstar, mentre nel 1973 forma la band funk Kokomo. Negli anni '70 e '80 è molto attivo come turnista e tra le tante collaborazioni si segnalano David Coverdale, ABC e Roxy Music con cui suona dal 1979 al 1983.
Muore a Londra l'11 agosto del 1991 a 43 anni a causa di un infarto.

## Discografia

### Con Mick Weaver
- Out Of The Frying Pan (1968)
- Into The Fire (1970)

### Con Joe Cocker
- Joe Cocker! (1969)
- Joe Cocker (1971)

### Con gli Spooky Tooth
- The Last Puff (1970)

### Con Tim Rice & Andrew Lloyd Webber
- Jesus Christ Superstar (1970)

### Con The Grease Band
- The Grease Band (1971)
- Amazing Grease (1975)

### Con i Kokomo
- Kokomo (1975)
- Rise & Shine (1976)
- Kokomo (1982)

### Con gli Whitesnake
- Snakebite (1978)

### Con David Coverdale
- Northwinds (1978)

### Con i Roxy Music
- Manifesto (1979)
- Flesh + Blood (1980)
- Avalon (1982)